# Anthurium pachyspathum
Anthurium pachyspathum är en kallaväxtart som beskrevs av Kurt Krause. Anthurium pachyspathum ingår i släktet Anthurium och familjen kallaväxter. Inga underarter finns listade.